# Сент-Альберт
Сент-Альберт (исторически носил французское название Сен-Альбер) — канадский город, расположенный в провинции Альберта. Он находится на северо-западной окраине мегаполиса и провинциальной столицы большого города Эдмонтон. По переписи 2011 года его население составляет 61 466 человек.

## История
В 1860-е годы метисы, среди которых проповедовал отец Альбер Лакомб, основали поселение на месте будущего города.
Формально Сент-Альберт был основан 7 декабря 1899 года, когда этот район административно относился к Северо-Западным территориям. Статус посёлка получил 1 сентября 1904 года, а с 1 января 1977 года — статус города.
В связи с массовым притоком англоговорящих поселенцев французское название Сен-Альбер довольно быстро трансформировалось в английское Сент-Альберт, тем более, что на обоих языках название писалось одинаково.
Город назван в честь Альберта Лувенского (1166 — 1192), в честь которого, в свою очередь, назвали основателя города Альбера Лакомба. Позднее в городе, на основании ложной ассоциации, была сооружена статуя другого известного святого, Альберта Великого.
До начала 21 в. Сент-Альберт был отделён от Эдмонтона фермами и дикой равниной, однако с началом интенсивного строительства фактически превратился в его пригород в составе урбанизированной территории Коридор Эдмонтон-Калгари.

## Численность населения
Согласно переписи 2006 года, население Сент-Альберта составляло 57 345 человек (в 2001 году — 53 081 человек). Английский является основным первым языком (88,38 %, 50 680 говорящих), а на втором основном языке Канады, французском (3,13 %), говорят 1795 человек. 175 говорят на английском и французском языках и 4675 говорят на других неофициальных языках (8,15 %). 1640 человек (2,86 % населения) являются аборигенами. Среди небелых — 2525 (4,4 %) жителей, самая большая группа — китайцы (880, 1,53 %).